# Miletus megaris
Miletus megaris är en fjärilsart som beskrevs av Hans Fruhstorfer 1913. Miletus megaris ingår i släktet Miletus och familjen juvelvingar. Inga underarter finns listade i Catalogue of Life.